# Сімеон Нванкво
Сімеон Нванкво (англ. Simeon Nwankwo, нар. 7 травня 1992, Оніча) — нігерійський футболіст, нападник клубу «Салернітани». Грав у складі національної збірної Нігерії.

## Клубна кар'єра
Народився 7 травня 1992 року в місті Оніча. Розпочав займатись футболом у місцевому клубі «Гуо», з якого 2009 року потрапив в академію португальського «Портімоненсі».
У дорослому футболі дебютував 2011 року виступами за «Портімоненсі», в якій провів два сезони, взявши участь у 55 матчах Сегунда-ліги. Більшість часу, проведеного у складі «Портімоненсі», був основним гравцем атакувальної ланки команди.
У липні 2013 року став гравцем клубу вищого дивізіону «Жіл Вісенте». 18 серпня в матчі проти «Академіки» він дебютував у Сангріш-Лізі. У 2015 році клуб вилетів з еліти, але гравець залишився в команді і у наступному сезоні з 20 м'ячами у 43 матчах став найкращим бомбардиром Сегунда-ліги. Загалом відіграв за клуб з Барселуша наступні три сезони своєї ігрової кар'єри, взявши участь у понад ста матчах чемпіонату за клуб.
Влітку 2016 року Нванкво перейшов у італійський «Кротоне». 21 серпня в матчі проти «Болоньї» він дебютував у Серії A. 26 вересня в поєдинку проти «Аталанти» Сімеон забив свій перший гол за «Кротоне». Коли за результатами сезону 2017/18 кротонська команда вибула до другого італійського дивізіону, продовжив виступи у її складі і за два роки допоміг їй повернутися до Серії A, забивши в успішному для вирішення цього завдання сезоні другого дивізіону 20 голів у 37 матчах.
Провівши сезон 2020/21 за «Кротоне» знову в елітному дивізіоні, влітку 2021 року був відданий в оренду до «Салернітани», з якою за півроку уклав повноцінний контракт. Після цього майже відразу перейшов на умовах оренди до «Парми», а за півроку — до «Беневенто», ще одного представника італійської Серії B.
На сезон 2023/24 був заявлений у складі «Салернітани».

## Виступи за збірну
Незважаючи на те, що Нванкво ніколи не грав ні в юнацьких, ні в дорослих збірних своєї країни, у травні 2018 року він був включений у розширений список з 30-ти гравців на чемпіонат світу 2018 року в Росії.
28 травня 2018 року дебютував в офіційних матчах у складі національної збірної Нігерії в товариській грі проти збірної ДР Конго, зігравши всі 90 хвилин. Того ж року провів ще чотири гри за національну команду, включаючи два матчі чемпіонату світу 2018.
| Дата      | Місто           | Господарі | Результат | Гості     | Турнір             | Голи | Примітки |
| --------- | --------------- | --------- | --------- | --------- | ------------------ | ---- | -------- |
| 28-5-2018 | Порт-Гаркорт    | Нігерія   | 1 – 1     | ДР Конго  | товариський матч   | -    |          |
| 6-6-2018  | Швехат          | Нігерія   | 0 – 1     | Чехія     | товариський матч   | -    | 69'      |
| 16-6-2018 | Калінінград     | Хорватія  | 2 – 0     | Нігерія   | ЧС 2018 - 1-й етап | -    | 88'      |
| 26-6-2018 | Санкт-Петербург | Нігерія   | 1 – 2     | Аргентина | ЧС 2018 - 1-й етап | -    | 90+2'    |
| 11-9-2018 | Монровія        | Ліберія   | 1 – 2     | Нігерія   | товариський матч   | 1    | 75'      |
| Усього    |                 | Матчів    | 5         |           | Голів              | 1    |          |

## Титули і досягнення
- Найкращий бомбардир португальської Сегунди: 2015/16 (20 голів)
- Найкращий бомбардир італійської Серії Б: 2019/20 (20 голів)